# ماكسيمليان الأول (ناخب بافاريا)
ماكسيمليان الأول (بالألمانية: Maximilian I.)‏ (17 أبريل 1573 - 27 سبتمبر 1651)؛ يُطلق عليه آحياناً بـ«العظيم»، وهو فرداً من سلالة فيتلسباخ، حكم كدوق بافاريا منذ 1597، تميز عهده بحرب الثلاثين عام والتي في خلالها حصل على لقب الأمير الناخب في الإمبراطورية الرومانية المقدسة في 1623 خلال برلمان ريغنسبورغ.
وأيضا أسس الحكم مطلق في بافاريا، وأيضا كان كاثوليكي متدين، وأيضا كان أحد المؤيديين الرئيسيين لإصلاح المضاد، وأيضا هو من المؤسسين الرابطة الكاثوليكية لإمراء الإمبراطورية، وأيضا خلال الحرب الثلاثين عام قام بغزو بالاتينات العليا، وفضلاً عن حصله على الانتخابية بالاتينات بعد تنازل القسري لابن عمه فريدرخ الخامس «ملك الشتاء» عنها، على الرغم من حيازته على بالاتينات العليا بعد صلح وستفاليا إلا أنه خسر الانتخابية بالاتينات (بالاتينات السفلى) بعدها لصالح أبناء فريدرخ الخامس.

## السيرة الذاتية
ماكسيمليان ولد في ميونخ بحيث أنه الابن البكر لـ فيلهلم الخامس، دوق بافاريا وريناتا من لورين، تلقى تعاليمه الأولية من اليسوعيين، وبعد تنازل والده الجزئي بدأ في المشاركة في الحكومة منذ عام 1591، وفي 1595 تزوج من ابنة خاله إليزابيث ريناتا من لورين، وأخيراً أصبح دوق بافاريا عند تنازل والده في 1597.
ومع ذلك توفيت زوجته الأولى بدون انجاب أطفال، وبعد بضعة أشهر من وفاتها تزوج من ابنة أخته الأرشيدوقة ماريا آنا من النمسا البالغة خمسة والعشرون عاماً، لم يكن لهذا الزواج السريع آية دوافع سياسية على عكس زواجه الأول، ومع ذلك كانت زوجته الثانية ماريا آنا مهتمة بالسياسة وأن لم تكن لصالح وطنها النمسا، بل الآحرى دعت إلى الموقف البافاري، بحيث قامت تبادلات مع كبار المسؤوليين في البلاط الانتخابي، وأيضا شاركت في اجتماعات مجلس الوزراء.
امتنع ماكسيمليان منذ البداية في التدخل في الشؤون السياسة الألمانية حتى 1607، بعد أن كان عليه تنفيذ الحظر الإمبراطوري على مدينة دوناوفورت الحرة بحيث كان معقلاً البروتستانتيين، وفي ديسمبر 1607 احتلت قواته المدينة وأخيراً تم استعادة سيادة الكاثوليكية فيها، انزعاج الأمراء البروتستانت من هذا التصرف، مما أدى إلى إنشاء الاتحاد البروتستانتي لحماية مصالحهم وكرد على هذا التصرف قام ماكسيمليان بإنشاء الرابطة الكاثوليكية وتحت قيادته كان لديه جيش من هذا التشكيل ومع ذلك كانت سياسته سياسية دفاعية بشكل صارم وأيضا رفض أن تصبح الرابطة أداة في يد أسرة هابسبورغ الكاثوليكية، أدى الانشقاقات في زملائه في العصبة إلى استقالته من منصبه في 1616، ومع ذلك رجع عليه بعد عامين تقريباً.
بعد رفضه في الترشح على لقب الإمبراطور الروماني المقدس في 1619، بحيث كان عليه مواجهة تعقيدات الناجمة عن الحرب في بوهيميا، وفي وقت لاحق أبرم معاهدة مع الإمبراطور الجديدفرديناند الثاني في أكتوبر 1619 وفي مقابل تنازلات كبيرة وضعت قيادة العصبة تحت سيطرة الإمبراطور، وبسبب تقليص دوره النضالي قام بـ إبرم معاهدة حياد مع الاتحاد البروتستانتي، كضمان مصاريف الحملة قام باحتلال النمسا العليا، وفي 8 نوفمبر 1620 هزمت قواته تحت قيادة يوهان تسركليه كونت تيلي قوات فريدريش ملك بوهيميا وناخب بالاتينات-الراين في معركة الجبل الأبيض بالقرب من براغ، وبذلك أعترف الإمبراطور فرديناند الثاني باعتبار النمسا العليا رهن لماكسيمليان حتى 1628.
في وقت لاحق قام كونت تيلي بغزو الانتخابية بالاتينات، وفي فبراير 1623 أصبح أخيراً الأمير الناخب اللقب الذي سعى عليه البافاريين من أجله منذ 1356 بعد حرمانهم منها، وبعد حصوله على بالاتينات العليا قام بإرجاع النمسا العليا إلى فرديناند، وأيضا أصبح قائداً للجيش بعد السعي في إقالة ألبرخت فون فالنشتالين من الخدمة الإمبراطورية، وفي خلال البرلمان ريغنسبورغ عام 1630 اضطر الإمبراطور فرديناند لمواقفة على هذا الطلب، ولكن التكملة كانت كارثية على بافاريا وحاكمها، ومن خلال محاولته اليائسة في البقاء البلاد محايدة اضطر على توقيع معاهدة فونتينبلو مع مملكة فرنسا في 1631 مع ذلك لم تكن ذو قيمة.
ومع أوائل 1632 دخلت الإمبراطورية السويدية الدوقية وسرعان ما احتلت العاصمة ميونخ، وبذلك اضطر ماكسيمليان للحصول على مساعدة الإمبرياليين بوضع نفسه تحت أوامر فون فالنشتاين الذي أُعيد مرة أُخرى إلى قيادة قوات الإمبراطور، أدى خراب وتدمير البلاد من قبل السويديون وحلفائهم الفرنسيون إلى دخول الناخب في معاهدة مفاوضات من أجل السلام مع الملك غوستاف أدولف من السويد والكاردينال الفرنسي ريشيليو، وأيضا اقترح لـ نزع السلاح من بروتستانت في مرسوم الاسترداد في 1629، ومع ذلك جهوده باتت بالفشل.
في سبتمبر 1638 تم تعيين البارون فرانز فون ميرسي في الجيش البافاري، بحيث قاد ميرسي مع فيلد-مارشال يوهان فون فيرت انتصارات متباينة على فرنسا والسويد.
وفي مارس 1647 اختتم ماكسيمليان هدنة أولم مع فرنسا والسويد، ومع ذلك بسبب تنبيهات صهره الإمبراطور فرديناند الثالث قادته على تجاهل هذه الهدنة، مما أدى إلى تدمير بافاريا مرة أُخرى ومع ذلك هزمت قواته في معركة تسوسمارسهاوزن في مايو 1648، وأخيراً في أواخر العام نفسه تم صيغة صلح وستفاليا التي قادت الحرب إلى نهايتها، وبموجب معاهدة الصلح احتفظ ماكسيمليان بلقب الأمير الناخب والتي أصبحت وراثي في عائلته لاحقاً، وأيضا أُدرجت بالاتينات العليا إلى أراضيه، في حين خسر نهائياً بالاتينات السفلى لصالح ابن عمه المنفي كارل الأول لودفيغ ابن فريدرخ ملك بوهيميا.
توفي الدوق إنغولشتات في 27 سبتمبر 1651 ودفن في كنيسة مار ميخائيل بميونخ في 1839 عندما قام لودفيغ الأول ملك بافاريا بدفنه في كنيسة في ذكرى ميلاده.

## الذرية
- في 1695 تزوج ماكسيمليان من إليزابيث ريناتا ابنة خاله كارل الثالث دوق لورين وكلود ابنة هنري الثاني ملك فرنسا؛ ليس لديهم أبناء.

- في 15 يوليو 1635 أصبح متزوجاً من ماريا آنا ابنة الإمبراطور فرديناند الثاني وشقيقته ماريا آنا من بافاريا؛ انجبت له ابنين:-

1. فرديناند ماريا ناخب بافاريا (1636 - 1679).
2. ماكسيمليان فيليب دوق ليوختنبورغ (1638 - 1705).